# کیروایلر
کیروایلر (به آلمانی: Kirrweiler) یک شهر در آلمان است که در راینلاند-فالتس واقع شده‌است. کیروایلر ۲٬۰۷۷ نفر جمعیت دارد.